# Waldviertler Hoftheater

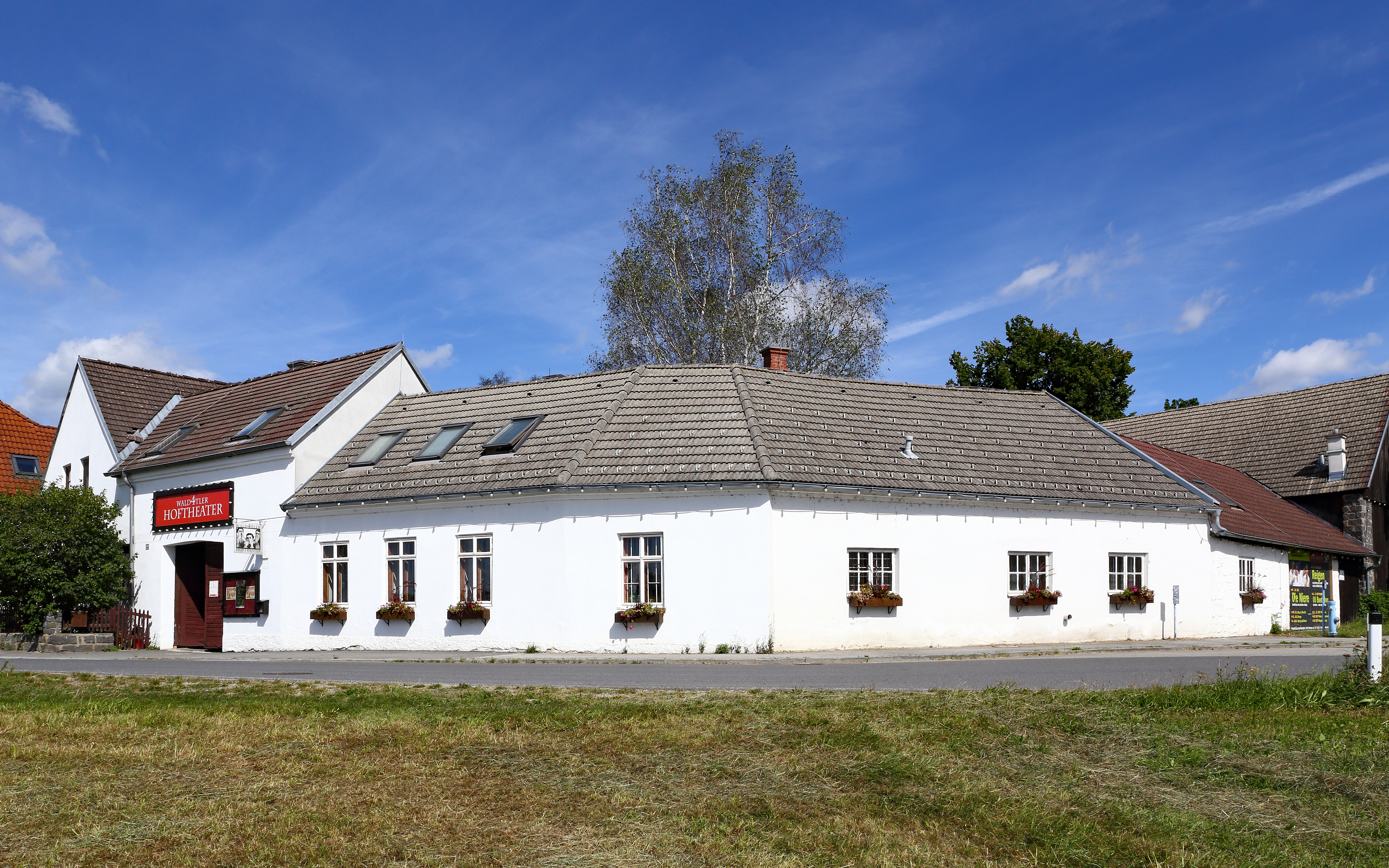
Waldviertler Hoftheater

Das Waldviertler Hoftheater, das nördlichste Theater Österreichs, wurde 1986 in Pürbach (Waldviertel / Niederösterreich) gegründet. Dazu wurde ein alter Bürgermeisterhof in ein Theater umgebaut. Der Leiter des Waldviertler Hoftheaters war Harald Gugenberger (1953–2015).  Der Fernsehschauspieler Wolfgang Böck (Trautmann) ist ein Gründungsmitglied des Hoftheaters. Jährlich besuchen etwa 10.000 bis 13.000 Menschen aus der Region und dem übrigen Österreich das Theater. Nach einem winterfesten Umbau im Jahr 2001 wird mittlerweile ganzjährig gespielt. Nach dem Tod des Gründers Harald Gugenberger im Jahr 2015 wird es von seinem Sohn Moritz Hierländer weitergeführt.

## Theaterräumlichkeiten

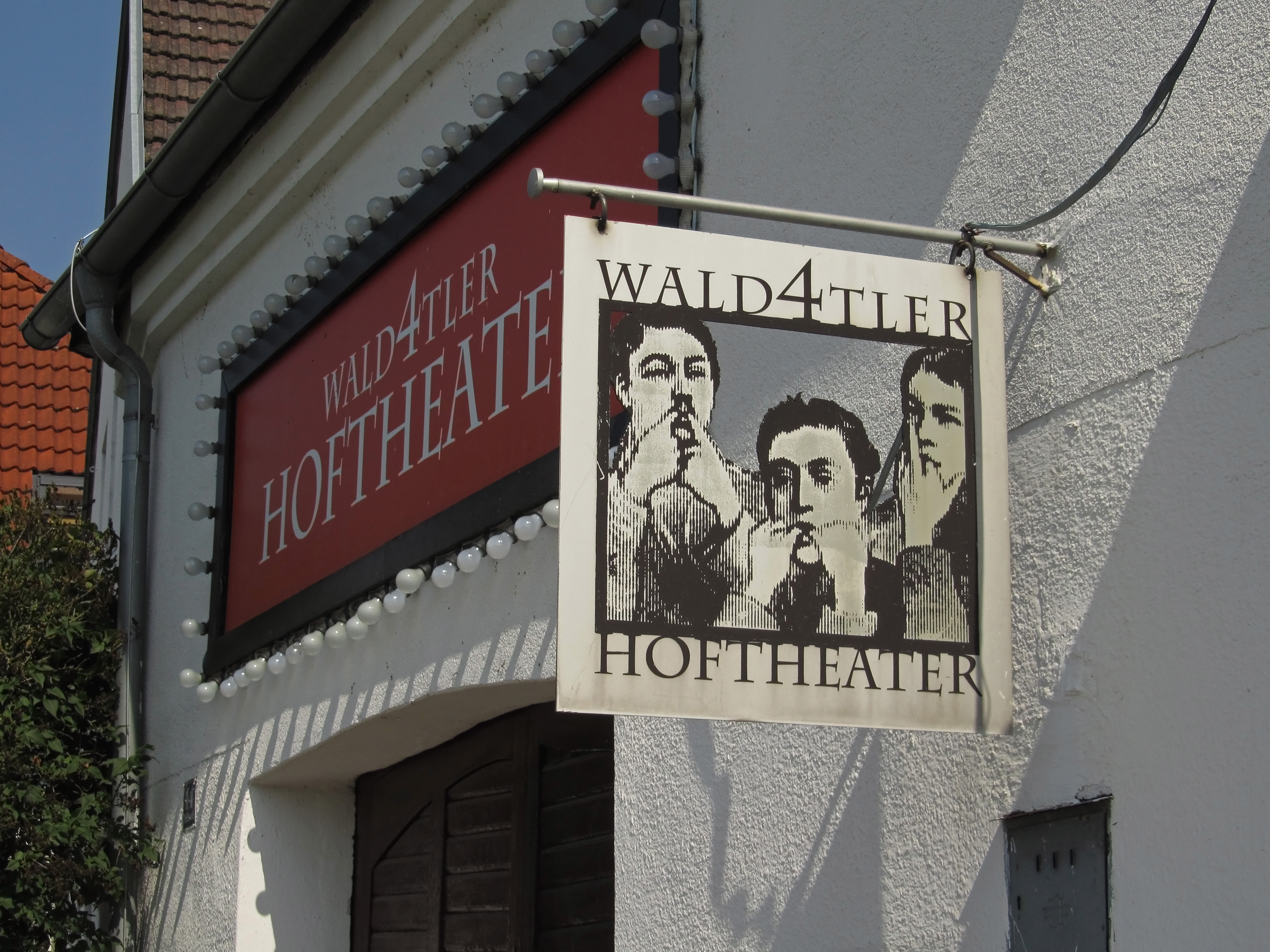
Schild am Theatergebäude

Das Theater verfügt neben einer Bühne mit licht- und tontechnischen Voraussetzungen über einen Zuschauerraum mit 178 Sitzen, ein Theatercafé, eine Sektbar und einen Schauraum, in dem Waldviertler Künstler ihre Arbeiten ausstellen können.

## Programmgestaltung
Das Theaterprogramm reicht von klassischen Dramen über moderne Theaterstücke bis zu Kabarett und Musikveranstaltungen. In diesem Rahmen traten auch die Kabarettisten Alfred Dorfer, Josef Hader und Wolfgang Böck mehrmals auf.
2009 wurden zum Beispiel die Stücke Don Camillo und Peppone von Joan Toma, Der Alpenkönig und der Menschenfeind von Ferdinand Raimund, Tonspurpiraten von Uli Boettcher und Bernd Kohlhepp, Das Tagebuch der Anne Frank eine Zusammenfassung von Maddalena Hirschal, Der Gott des Gemetzels von Yasmina Reza und Wer rettet die Welt gespielt.
Weiters wird der Gipfel des Nebelsteins bei Harmanschlag die Kulisse für Felix Mitterers Stück mit dem Titel Munde abgeben. Das Stück wurde 1990 ebenfalls auf einem Berg, der Hohen Munde in Tirol, uraufgeführt.
Stella Hierländer und Harry Gugenberger holten den Regisseur Hanspeter Horner 1989 an das damals noch Festspielhof genannte Theater, wo er unter anderem Shirley Valentine, Nach Aschenfeld (1992), Holzers Peepshow (1995), Fahrenheit 451 (2000) und Im weißen Rössl (2018) sowie Monsieur Ibrahim und die Blumen des Koran inszenierte.

## Sonstiges
Im Jahr 2008 wurde als Zweigstelle des Hoftheaters das Waldviertler Stummfilmkino eingerichtet. Es handelt sich hierbei um ein altes Kino auf dem Hauptplatz der Marktgemeinde Vitis. Hier werden Stummfilmklassiker wie Der Golem, Nosferatu oder Der General (1926) gezeigt. Begleitet werden die Filme wie zu Stummfilmzeiten mit Livemusik.